# Hải quân Đế quốc Đức
Hải quân Đế quốc Đức (tiếng Đức: Kaiserliche Marine) là lực lượng hải quân của Đế quốc Đức - một lực lượng hải quân được thiết lập vào thời điểm thành lập Đế quốc Đức. Hải quân Đế quốc Đức tồn tại từ năm 1871-1919 (từ năm 1867 tên là Norddeutsche Bundesmarine) với nhiệm vụ là bảo vệ bờ biển.
Kaiser Wilhelm II mở rộng đáng kể lực lượng hải quân, và mở rộng sứ mệnh của lực lượng này.
Các vị tư lệnh chính của Hải quân Đế quốc Đức là Đô đốc Alfred von Tirpitz (1849-1930), người đã mở rộng đáng kể quy mô và chất lượng của lực lượng hải quân, trong khi việc áp dụng các lý thuyết sức mạnh trên biển của chiến lược gia người Mỹ Alfred Thayer Mahan. Kết quả là một cuộc chạy đua vũ trang hải quân Anh khi hải quân Đức đã phát triển thành một trong những lực lượng hải quân lớn nhất trên thế giới, đứng thứ hai chỉ sau Hải quân Hoàng gia.